# Edward Bremer elrablása
Edward Bremer amerikai bankárt 1933. január 17-én rabolta el a Barker–Karpis-banda az Amerikai Egyesült Államokban. A váltságdíj kifizetése után szabadon engedték. Az esemény fontos szerepet játszott abban, hogy a Szövetségi Nyomozóiroda a korábbinál jóval nagyobb erővel lépett fel a szervezett bűnözés ellen.

## Az emberrablás
Edward Bremert a minnesotai Saint Paul egyik utcájáról rabolta el a Fred és Arthur R. Barker, valamint Alvin Karpis által vezetett banda 1933. január 17-én. Az akciót Karpis irányította. Bremer a Commercial State Bank elnöke volt. Apja, Adolph Bremer szintén bankár volt, valamint az ő tulajdonában állt a Schmidt sörgyár. Bremert az Illinois államban található Bensenville-ben tartották fogva. Edward Bremert február 7-én engedték szabadon, miután a bűnözők megkapták az érte követelt 200 ezer dolláros váltságdíjat. Akkori információk szerint a váltságdíj felét át kellett adniuk a chicagói maffiának.
Ez a bűncselekmény vezetett végül a banda bukásához, ugyanis az elrabolt férfi apja az akkori elnök, Franklin D. Roosevelt barátja volt. Az elnök híres kandallós beszélgetéseinek egyikében megemlítette a történteket, és a kitüntetett elnöki figyelem, valamint a Lindbergh-ügy arra késztette a Szövetségi Nyomozóirodát, hogy minden eszközzel fellépjen az emberrablók ellen. Az FBI létrehozott egy külön egységet a közellenségek levadászására. Fred Barkerrel és anyjával, Ma Barkerrel 1935. január 16-án tűzharcban végeztek az ügynökök, Arthur Barkert és Alvin Karpist pedig elfogták.

## Fordítás
- Ez a szócikk részben vagy egészben  a   Kidnapping of Edward Bremer című angol Wikipédia-szócikk fordításán alapul.  Az eredeti cikk szerkesztőit annak laptörténete sorolja fel. Ez a jelzés csupán a megfogalmazás eredetét és a szerzői jogokat jelzi, nem szolgál a cikkben szereplő információk forrásmegjelöléseként.